# Lasha Khmaladze
Pas d'image ? Cliquez ici

a Compétitions nationales et continentales officielles uniquement.

b Matchs officiels uniquement.
Dernière mise à jour le 16 septembre 2023.
Lasha Khmaladze (en géorgien : ლაშა ხმალაძე), né le 20 janvier 1988, est un joueur géorgien de rugby à XV qui évolue au poste de demi d'ouverture et d'arrière.

## Biographie
En 2008, Lasha Khmaladze participe au trophée mondial de rugby à XV des moins de 20 ans. Peu après, il décroche sa première sélection en équipe de Géorgie lors de la coupe des nations 2008. Alors peu utilisé avec la sélection, il remporte le championnat de Géorgie 2009 avec les Lelo Saracens Tbilissi.
Avec la Géorgie, il est peu sélectionné dans sa première participe de carrière, étant surtout appelé l'été pour la coupe des nations. Il gagne néanmoins sa place dans l'effectif pour la coupe du monde 2011. Il joue trois rencontres pendant ce mondial, étant notamment deux fois titulaires : la première fois à l'arrière face à la Roumanie, la seconde fois à l'ouverture face à l'Argentine.
Si en 2012 il est encore assez peu sélectionné (quatre sélections), il prend de l'ampleur en 2013, disputant dix matchs avec la Géorgie, puis huit en 2014. Dans le même temps, il remporte trois titres de champion de Géorgie d'affilée avec les Lelo Saracens. En 2015, il est de nouveau dans le groupe qui prépare la coupe du monde, mais se blesse à la jambe et doit rater la compétition.
En 2016, il remporte un quatrième titre consécutif de champion de Géorgie avec son équipe des Lelo Saracens. En sélection, il s'affirme comme étant un joueur indéboulonnable, disputant neuf matchs en 2016, dix en 2017, puis onze en 2018.
Lors de l'intersaison 2017, il quitte les Lelo Saracens pour rejoindre le Rugby Club Batoumi, qui se renforce en vue de disputer le bouclier continental. Avec Batoumi, il remporte son 6e titre de champion de Géorgie en 2019. Quelques mois plus tard, il participe à la coupe du monde. Il participe à quatre rencontres lors de ce mondial, dont trois en tant que titulaire.
Après la compétition, il continue d'être intégré à la sélection géorgienne, et dispute six matchs en 2020, dont deux lors de la Coupe d'automne des nations. En 2021, il intègre la franchise géorgienne du Black Lion qui évolue en Rugby Europe Super Cup, tout en continuant d'évoluer en Didi 10 avec Batoumi.

## Carrière

### En club
- -2017 :  Lelo Saracens Tbilissi
- Depuis 2017 :  Rugby Club Batoumi

## Palmarès
- Championnat de Géorgie de rugby à XV 2009
- Championnat européen des nations de rugby à XV 2010-2012
- Championnat de Géorgie de rugby à XV 2012-2013
- Championnat européen des nations de rugby à XV 2012-2014
- Championnat de Géorgie de rugby à XV 2013-2014
- Championnat de Géorgie de rugby à XV 2014-2015
- Championnat européen des nations de rugby à XV 2014-2016
- Championnat de Géorgie de rugby à XV 2015-2016
- Championnat international d'Europe de rugby à XV 2017-2018
- Championnat international d'Europe de rugby à XV 2018-2019
- Championnat de Géorgie de rugby à XV 2018-2019
- Championnat international d'Europe de rugby à XV 2019-2020

## Statistiques

### En sélection
| Année | Compétition                      | Matchs | Points | Essais | Transf. | Drops | Pénal. |
| ----- | -------------------------------- | ------ | ------ | ------ | ------- | ----- | ------ |
| 2008  | Coupe des nations 2008           | 2      | -      | -      | -       | -     | -      |
| 2009  | Test                             | 1      | -      | -      | -       | -     | -      |
| 2010  | Coupe des nations 2010           | 3      | -      | -      | -       | -     | -      |
| 2011  | Coupe des nations 2011           | 2      | -      | -      | -       | -     | -      |
| 2011  | Coupe du monde 2011              | 3      | 5      | 1      | -       | -     | -      |
| 2012  | CEN D1 2010-2012                 | 1      | -      | -      | -       | -     | -      |
| 2012  | Test                             | 3      | -      | -      | -       | -     | -      |
| 2013  | CEN D1 2012-2014                 | 5      | 10     | 2      | -       | -     | -      |
| 2013  | Tbilissi Cup 2013                | 1      | -      | -      | -       | -     | -      |
| 2013  | Test                             | 4      | -      | -      | -       | -     | -      |
| 2014  | CEN D1 2012-2014                 | 5      | -      | -      | -       | -     | -      |
| 2014  | Test                             | 3      | 5      | 1      | -       | -     | -      |
| 2015  | CEN D1 2014-2016                 | 4      | 13     | 1      | 4       | -     | -      |
| 2015  | Test                             | 1      | -      | -      | -       | -     | -      |
| 2016  | CEN D1 2014-2016                 | 5      | 5      | 1      | -       | -     | -      |
| 2016  | Test                             | 4      | 5      | 1      | -       | -     | -      |
| 2017  | REC 2017                         | 5      | -      | -      | -       | -     | -      |
| 2017  | Test                             | 5      | -      | -      | -       | -     | -      |
| 2018  | REC 2018                         | 4      | 5      | 1      | -       | -     | -      |
| 2018  | Test                             | 5      | -      | -      | -       | -     | -      |
| 2018  | Pacific Nations Cup 2018         | 2      | -      | -      | -       | -     | -      |
| 2019  | REC 2019                         | 5      | 5      | 1      | -       | -     | -      |
| 2019  | Test                             | 1      | -      | -      | -       | -     | -      |
| 2019  | Coupe du monde 2019              | 4      | -      | -      | -       | -     | -      |
| 2020  | REC 2020                         | 4      | -      | -      | -       | -     | -      |
| 2020  | Coupe d'automne des nations 2020 | 2      | -      | -      | -       | -     | -      |
| 2021  | REC 2021                         | 2      | -      | -      | -       | -     | -      |
| Total | Total                            | 87     | 53     | 9      | 4       | -     | -      |

| Essai | Adversaire | Lieu                                              | Compétition         | Date             | Résultat | Score |
| ----- | ---------- | ------------------------------------------------- | ------------------- | ---------------- | -------- | ----- |
| 1     | Argentine  | Arena Manawatu, Palmerston North                  | Coupe du monde 2011 | 2 octobre 2011   | Défaite  | 25-7  |
| 1     | Portugal   | Stade Mikheil-Meskhi, Tbilissi                    | CEN D1 2012-2014    | 9 février 2013   | Victoire | 25-12 |
| 1     | Espagne    | Stade Mikheil-Meskhi, Tbilissi                    | CEN D1 2012-2014    | 9 mars 2013      | Victoire | 61-18 |
| 1     | Japon      | Stade Mikheil-Meskhi, Tbilissi                    | Test                | 23 novembre 2014 | Victoire | 35-24 |
| 1     | Allemagne  | Kultur- und Sportzentrum Martinsee, Heusenstamm   | CEN D1 2014-2016    | 7 février 2015   | Victoire | 8-64  |
| 1     | Allemagne  | Stade de rugby d'Avchala, Tbilissi                | CEN D1 2014-2016    | 6 février 2016   | Victoire | 59-7  |
| 1     | Fidji      | ANZ Stadium, Suva                                 | Test                | 24 juin 2016     | Victoire | 3-14  |
| 1     | Allemagne  | Sparda-Bank-Hessen-Stadion, Offenbach-sur-le-Main | REC 2018            | 17 février 2018  | Victoire | 0-64  |
| 1     | Allemagne  | Aia Arena, Koutaïssi                              | REC 2019            | 10 mars 2019     | Victoire | 52-3  |